# L'Homme le plus aimé
Pour plus de détails, voir Fiche technique et Distribution.
L'Homme le plus aimé (The Babe Ruth Story) est un film américain en noir et blanc réalisé par Roy Del Ruth, sorti en 1948. Ce film s'inspire de la vie du joueur de baseball Babe Ruth.

## Synopsis
The Babe Ruth Story prend pour trame la vie du joueur américain de baseball Babe Ruth. De nombreuses erreurs et un scénario faisant trop la part belle à la légende font de ce biografilm l'un des pires de l'histoire. Hal Erickson pointe le fait que Grantland Rice, auteur de l'histoire originale s'inspirant de l'ouvrage coécrit par Babe Ruth et Bob Considine, est le principal artisan de la « légende de Babe Ruth ». Concernant les erreurs, comme d'entendre Singing in the Rain dans une scène datée de 1919 alors que ce titre n'est créé que dix ans plus tard, ou l'affichage de publicités pour de l'alcool dans des scènes censées se situer en période de prohibition, Ronald Bergan note que ces détails d'anachronismes sont généralement négligés par Hollywood jusqu'aux années 1950.

## Fiche technique
- Titre : L'Homme le plus aimé
- Titre original : The Babe Ruth Story
- Réalisation : Roy Del Ruth
- Scénario : George Callahan, Bob Considine
- Histoire : d'après le livre de Bob Considine et de Babe Ruth
- Direction artistique : Frank Paul Sylos
- Décors : Edward R. Robinson
- Costumes : Lorraine MacLean
- Maquillage : Otis Malcolm
- Photographie : Philip Tannura
- Montage : Richard V. Heermance
- Musique : Edward Ward
- Production : Roy Del Ruth
- Producteur associé : Joe Kaufmann
- Société(s) de production : Roy Del Ruth Productions
- Société(s) de distribution : Allied Artists Pictures (États-Unis)
- Pays d’origine :  États-Unis
- Langue originale : anglais
- Format : noir et blanc – 35 mm – 1,37:1 – mono
- Genre : biographie, drame, Sport
- Durée : 106 minutes
- Dates de sortie : 
  - États-Unis : 6 septembre 1948
  - France : 28 juillet 1951

## Distribution
- William Bendix : Babe Ruth
- Claire Trevor : Claire Ruth
- Charles Bickford : Frère Matthias
- Sam Levene : Phil Conrad
- William Frawley : Jack Dunn
- Pat Flaherty : Bill Carrigan, le manager des Red Sox
- Matt Briggs : le colonel Jacob Ruppert
- Francis Pierlot (non crédité) : Frère Peter